# Вулиця Миколи Бенцаля (Львів)
Ву́лиця Мико́ли Бенца́ля — вулиця у Франківському районі міста Львова, в місцевості Новий Світ. Простягається від початку забудови на південь до вулиці Ісаєвича. 

## Історія та назва
Вулиця виникла приблизно у 1920-ті—1930-ті роки, коли місцевість, де пролягає вулиця, почали забудовувати приватними садибами у стилі функціоналізму (цей стиль пізніше отримав назву «баухауз»). За радянських часів мала назву Краснодонська бічна. Сучасну назву вулиця отримала у 1992 році, на честь українського актора і режисера Миколи Бенцаля.
Забудова вулиці складається з садиб у стилі баухауз 1930-х років та сучасної приватної забудови.